# Jodocus Hondius
Jodocus Hondius (versió llatinitzada de Joost D'Hondt) (Wakken, 17 d'octubre de 1563 - Amsterdam, 12 de febrer de 1612), de vegades anomenat Jodocus Hondius el Vell per distingir del seu fill, va ser un artista flamenc, gravador i cartògraf. És conegut per haver fet alguns dels primers mapes del Nou Món i d'Europa, per haver restablert la reputació de l'obra de Gerardus Mercator, i pels seus retrats de Francis Drake. Va ajudar a establir Amsterdam com a centre de la cartografia a Europa al segle xvii.

## Biografia
Hondius va créixer a Gant. En els seus primers anys es va establir com a gravador, fabricant d'instruments i de globus terraqüis. El 1584 va fugir cap a Londres per escapar a la persecució dels protestants per la inquisició espanyola.

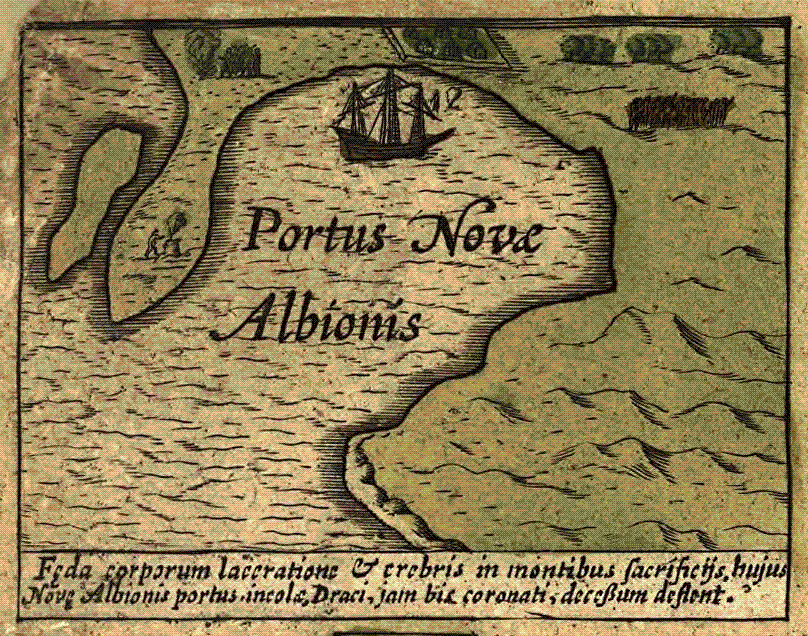
Mapa de Hondius de la cala de New Albion

Mentre estava a Anglaterra, Hondius va ser fonamental en la difusió de l'obra de Francis Drake, que havia realitzat una circumnavegació del món el 1577-1578. En particular, el 1589 Hondius havia elaborat un famós mapa de la cala de New Albion, on Drake havia establert breument un assentament a la costa oest d'Amèrica del Nord. El mapa d'Hondius es basava en el diari de bord i en els relats dels testimonis del viatge. Sempre ha alimentat les especulacions sobre el lloc exacte del desembarcament de Drake, que encara no ha estat definitivament establert pels historiadors. També es creu que Hondius va ser l'artista de diversos retrats coneguts de Drake que estan ara a la National Portrait Gallery de Londres.

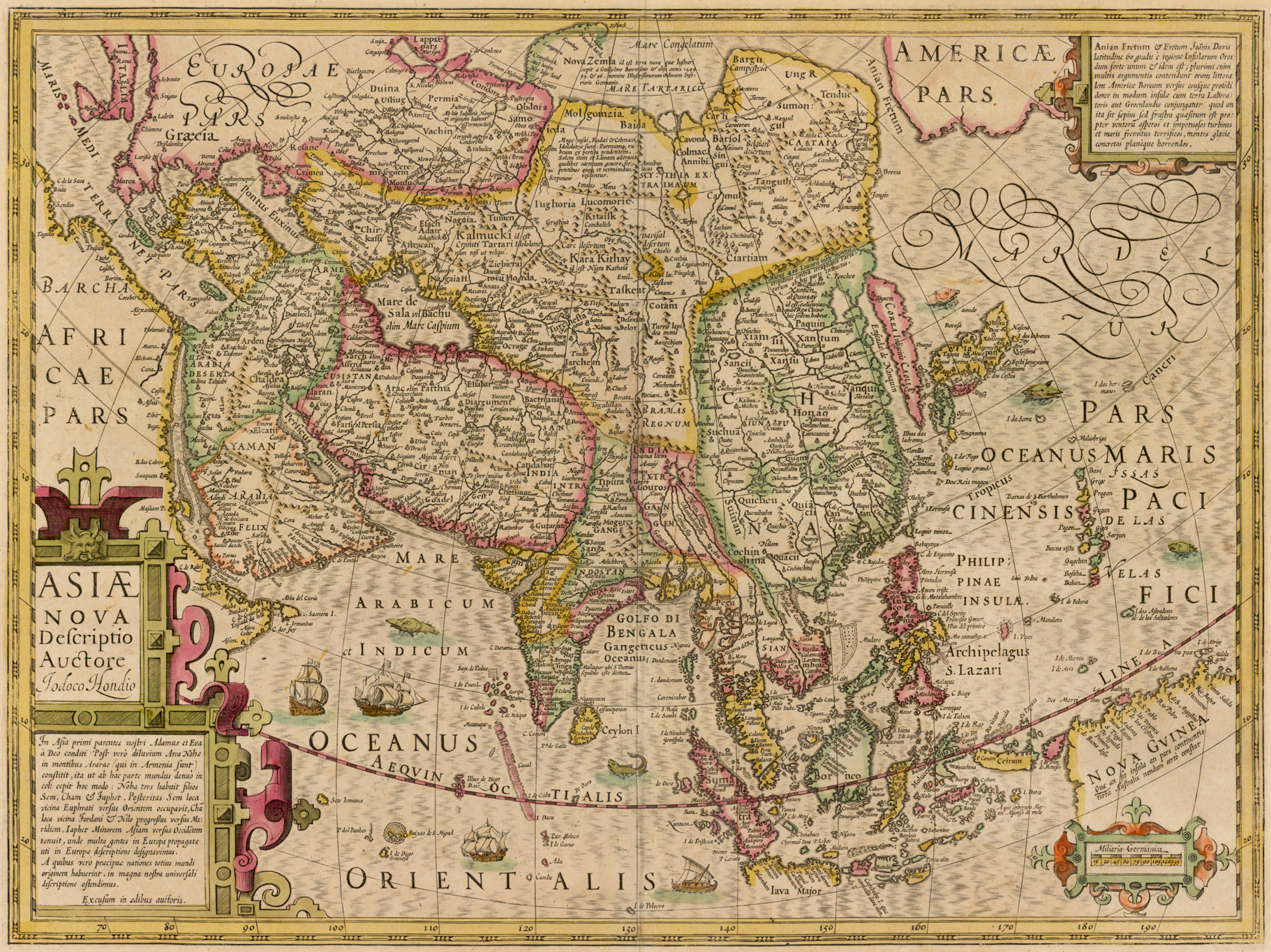
L'ús que Hondius (o els seus predecessors) feien de múltiples fonts pot ser il·lustrat per aquest mapa d'Àsia, que mostra Pequín tres vegades: dues vegades com Khanbaliq - Janbalic a la terra de «Kitaisk» (nom de la Xina) al riu Ob, i Cambalu, en «Catai» - i un cop com Paquin (Pequín), a la prefectura de Xuntien (Shuntian).

El 1593 s'n va anar cap a Amsterdam. Es va establir al carrer Kalverstraat a la casa anomenada In den Wackeren Hondt, un joc de paraules que significa «al gos despert» però també «can D'Hondt de Wakken». Hi va romandre fins al final de la seva vida. El 1604 va comprar les plaques de l'Atles de Gerard Mercator a un dels seus nets. El treball de Mercator havia llanguit en comparació amb l'obra rival Theatrum Orbis Terrarum d'Abraham Ortelius. Hondius va republicar l'obra de Mercator amb 36 mapes addicionals, incloent-ne uns quants que ell mateix havia produït. Tot i l'addició de les seves pròpies contribucions, Hondius va donar el crèdit com a autor del treball complet a Mercator, quedant ell només com a editor. La nova edició d'Hondius del treball de Mercator va ser un gran èxit. Hondius en va publicar més tard una segona edició, així com una versió de butxaca l'Atlas Minor. Els mapes es coneixen des de llavors com les «sèries de Mercator/Hondius».
Entre 1605 i 1610 va ser contractat per l'historiador i cartògraf John Speed (1552-1629) per gravar les planxes de l'obra The Theatre of the Empire of Great Britain .
Després de la mort d'Hondius el 1612, el seu treball editorial a Amsterdam va ser continuat per la seva vídua i dos dels seus fills, Jodocus II i Henricus. Més tard la seva família va formar una associació amb Jan Jansson, i el seu nom apareix a l'Atles com coeditor des de 1633. Finalment, a partir de la primera edició d'Amèrica de 1606, es van publicar al voltant de cinquanta edicions de l'Atles en els principals idiomes europeus. Al món islàmic, l'Atles va ser parcialment traduït per l'acadèmic turc Katip Çelebi. La sèrie és de vegades anomenada la «sèrie Mercator/Hondius/Jansson» a causa de les contribucions posteriors de Jansson.
Hondius també va realitzar un mapa de les Bermudes molt famós, l'obra porta per títol Mappa Aestivarum insularum, àlies Barmudas dictarum ... (Amsterdam c. 1633).